# Савар (подокруг)
Савар (бенг. সাভার, англ. Savar) — подокруг в центральной части Бангладеш в составе округа Дакка. Образован в 1912 году. Административный центр — город Савар. Площадь подокруга — 280,13 км². По данным переписи 1991 года население подокруга составляло 378 034 человека. Плотность населения равнялась 1349 чел. на 1 км². Уровень грамотности населения составлял 37,8 %. Религиозный состав: мусульмане — 88,59 %, индуисты — 10,41 %, христиане — 0,93 %, прочие — 0,07 %.